# Championnat du monde de flag football de l'IFAF
 (décembre 2023).
Si vous disposez d'ouvrages ou d'articles de référence ou si vous connaissez des sites web de qualité traitant du thème abordé ici, merci de compléter l'article en donnant les références utiles à sa vérifiabilité et en les liant à la section « Notes et références ».
Le Championnat du monde de flag football de l'IFAF est une compétition internationale de flag football organisée tous les deux ans. Cette épreuve se déroule sous l'égide de la fédération internationale de football américain, l'IFAF. L'édition 2006 s'est tenue en Corée du Sud à Daegu et a vu la victoire de la France chez les masculins et les féminines.

## Palmarès masculin
| Année | Pays organisateur | Vainqueur  | Finaliste  | Troisième |
| ----- | ----------------- | ---------- | ---------- | --------- |
| 2002  | Autriche          | Autriche   | Allemagne  | France    |
| 2004  | France            | Autriche   | Allemagne  | France    |
| 2006  | Corée du Sud      | France     | Danemark   | Thaïlande |
| 2008  | Canada            | Canada     | Danemark   | France    |
| 2010  | Canada            | États-Unis | Danemark   | Italie    |
| 2012  | Suède             | Autriche   | États-Unis | Danemark  |
| 2014  | Italie            | États-Unis | Mexique    | Italie    |
| 2016  | États-Unis        | États-Unis | Danemark   | Mexique   |
| 2018  | Panama            | États-Unis | Autriche   | Danemark  |
| 2020  | Israël            | États-Unis | Mexique    | Panama    |
| 2022  | Finlande          | États-Unis | Autriche   | Suisse    |

## Palmarès féminin
| Année         | Pays organisateur | Vainqueur  | Finaliste  | Troisième |
| ------------- | ----------------- | ---------- | ---------- | --------- |
| 2002          | Autriche          | Suède      | France     |           |
| 2004          | France            | Mexique    | Finlande   | Suède     |
| 2006          | Corée du Sud      | France     | Japon      | Finlande  |
| 2008          | Canada            | Mexique    | Canada     | France    |
| 2010          | Canada            | Canada     | États-Unis | Autriche  |
| 2012          | Suède             | Mexique    | États-Unis | France    |
| 2014          | Italie            | Canada     | États-Unis | Autriche  |
| 2016          | États-Unis        | Panama     | Autriche   | Mexique   |
| 2018          | Panama            | États-Unis | Panama     | Canada    |
| 2020 - annulé |                   |            |            |           |
| 2021          | Israël            | États-Unis | Mexique    | Autriche  |
| 2024          | Finlande          | États-Unis | Mexique    | Japon     |